# Lasse Winkler

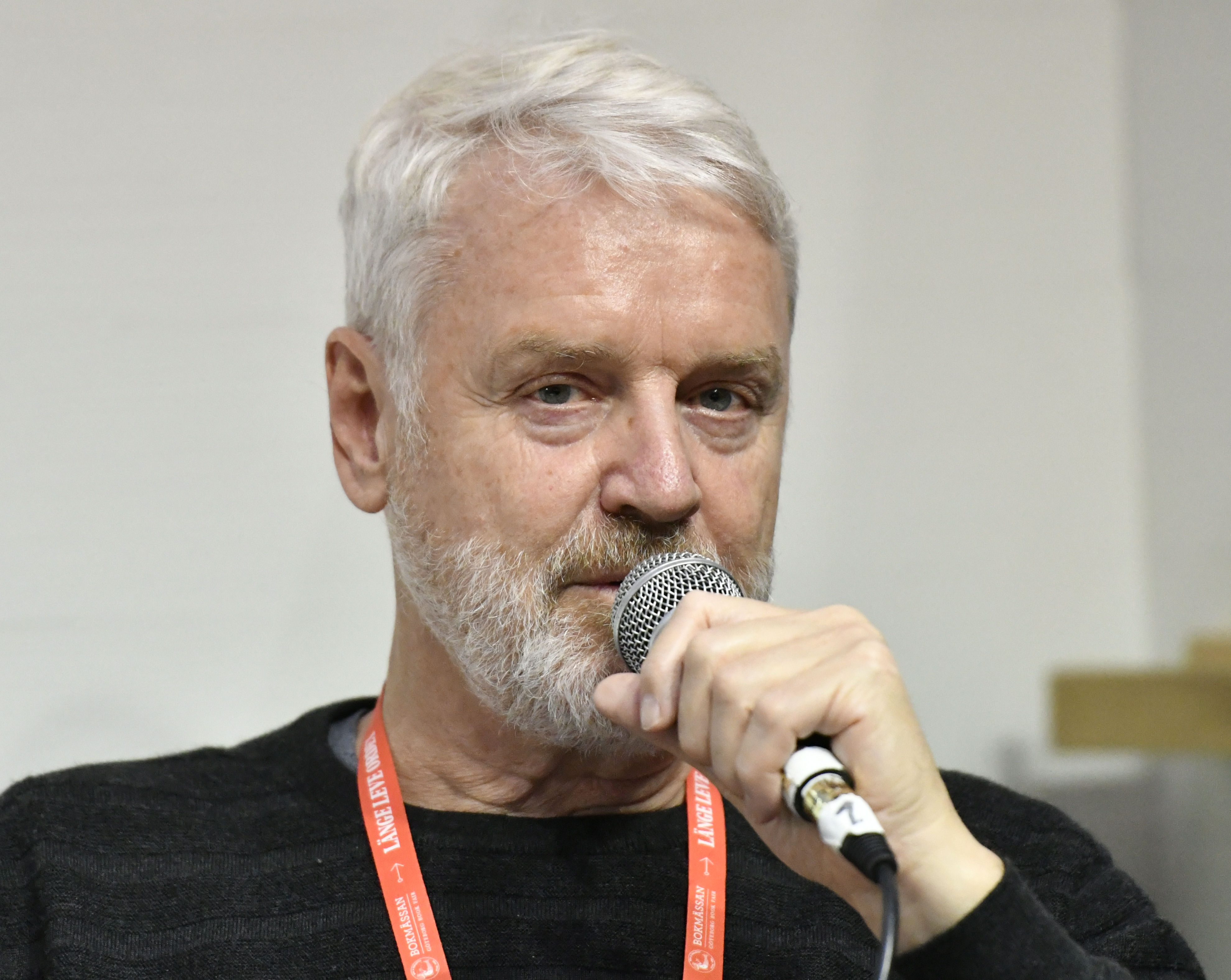
Lasse Winkler på bokmässan i Göteborg 2024.

Kjell Lars-Olof "Lasse" Winkler, född 8 juli 1951 i Mölndal, är en svensk journalist. Han var tidigare redaktör för grävande journalisters tidskrift Scoop och under nio år chefredaktör för tidningen Svensk Bokhandel som han lämnade 2012. 2014 startade han det kortlivade litteraturmagasinet Fyrahundrafemtio. 
År 2009 friades Winkler från ett uppmärksammat förtalsmål, som härrörde från en ledare skriven under hans tid som chefredaktör på Svensk Bokhandel.
Sedan 2017 är Winkler producent och programledare för Förlagspodden som han driver tillsammans med Kristoffer Lind.